# Crystal Topas
Pour les articles homonymes, voir Topas (homonymie).
Crystal Topas est un logiciel de modélisation, rendu et animation 3D, fonctionnant sur PC.